# تپه تقتقان
تپه تقتقان مربوط به هزاره اول قبل از میلاد است و در شهرستان کامیاران، روستای لون سادات واقع شده و این اثر در تاریخ ۱۰ مهر ۱۳۸۰ با شمارهٔ ثبت ۴۰۱۳ به‌عنوان یکی از آثار ملی ایران به ثبت رسیده است.